# ISO 3166-2:RW
ISO 3166-2:RW je mezinárodní kód pro dělení Rwandské republiky na nižší územní jednotky podle normy ISO 3166-2 a standardu ISO 3166. Od 1. ledna 2006 je Rwanda dělena na čtyři provincie a jedno město (městskou radu). Městská rada má stejné správní pravomoce jako provincie. Do roku 2006 byla země členěna na 12 prefektur. Nové členění vzniklo jako reakce na přetrvávající etnické problémy ve Rwandě. Nižší počet územně-správních jednotek vytváří v zemi multikulturní prostředí, které tak stírá rozdíly mezi jednotlivými etniky.

## Aktuální značení
Označení územních jednotek sestává z mezinárodního kódu pro Rwadu (RW) a dvojčíslí:
- 01 - městská rada
- 02 - 05 - provincie

| Kód   | Jednotka        | Status       |
| RW-01 | Ville de Kigali | městská rada |
| RW-02 | Est Province    | provincie    |
| RW-03 | Nord Province   | provincie    |
| RW-04 | Ouest Province  | provincie    |
| RW-05 | Sud Province    | provincie    |

## Původní značení
Rwanda byla do roku 2006 členěna územně na 12 prefektur. Značení bylo ve formátu mezinárodní kód pro Rwandu (RW) a jedno písmeno abecedy označující prefekturu.
| Kód  | Prefektura   |
| RW-C | Butaré       |
| RW-I | Byumba       |
| RW-E | Cyangugu     |
| RW-D | Gikongoro    |
| RW-G | Gisenyi      |
| RW-B | Gitarama     |
| RW-J | Kibungo      |
| RW-F | Kibuye       |
| RW-K | Kigali-Rural |
| RW-L | Kigali-Ville |
| RW-M | Mutara       |
| RW-H | Ruhengeri    |